# Fekete Ferenc (operatőr)
Fekete Ferenc (Erzsébetváros, 1914. március 27. – Sao Paulo, 1981. július 24.) magyar operatőr.

## Életpályája
Szülei: Fekete Ferenc és Buchala Borbála voltak. 1933-ban került a filmszakmába. Két évig mint laboráns dolgozott, majd híradók és dokumentáris alkotások operatőre lett. Tehetsége az 1940-es években bontakozott ki. A felszabadulás után Olaszországba ment, majd Brazíliában telepedett le. Sao Paulóban Icsey Rezsővel Cinebrar néven filmvállalatot alapított, s jelentős nevet vívott ki magának.

### Munkássága
Porcelán (1940) című rövidfilmjéért Velencében díjjal tüntették ki. Legemlékezetesebb munkája Szőts István erdélyi havasokban játszódó Emberek a havason (1942) című filmjének festői képei. Brazíliában készítette többek között A Pensão de D. Estela (1956) című filmet.

## Filmjei
- Magyar táncok és népszokások (1939)
- Falu végén kurta kocsma (1939)
- Porcelán (1940)
- Halló, halló! (1940, Kerti Lajossal)
- Megjött a posta (1940, Kerti Lajossal)
- Erdélyi kastély (1940)
- Üzenet a Volga-partról (1942)
- Isten rabjai (1942; Bécsi Józseffel)
- Emberek a havason (1942)
- Egér a palotában (1943; Hegyi Barnával)
- Viharbrigád (1943)
- Ördöglovas (1943; Hegyi Barnával)
- Menekülő ember (1943; Eiben Istvánnal)
- Fehér vonat (1943)
- Ágrólszakadt úrilány (1943; Makai Árpáddal)
- Orient Express (1943; Icsey Rezsővel)
- Zenélő malom (1943)
- És a vakok látnak (1943)
- Szerelmes szívek (1944)
- A színház szerelmese (1944)
- Két vonat között (1944)
- Verőfény (1944)[2]
- Örök melódiák (1947; Berendik Istvánnal)
- A félszemű Simao (Simão o Caolho) (1952)
- A Pensão de D. Estela (1956)